# 20536 Tracicarter
20536 Tracicarter è un asteroide della fascia principale. Scoperto nel 1999, presenta un'orbita caratterizzata da un semiasse maggiore pari a 2,2791485 UA e da un'eccentricità di 0,1601987, inclinata di 2,97072° rispetto all'eclittica.